# Walenty Pietrzak
Walenty Pietrzak (ur. 28 stycznia 1915 w Anklam, Niemcy,  zm. 23 sierpnia 1975 w Szczecinie) – polski bokser.

## Kariera sportowa
Z pięściarstwem zapoznał się w 1932 roku w klubie Strzelec Kalisz. W okresie międzywojennym startował w kategorii półciężkiej, zdobywając trzy tytuły wicemistrza Polski w 1936, 1938 i 1939, oraz brązowy medal w 1937 roku, wszystkie medale zdobył w barwach IKP Łódź. Po pięcioletniej przerwie spowodowanej wybuchem wojny, wznowił swoją karierę sportową w klubie Milicyjny KS Szczecin. Z ringiem pożegnał się zdobywając brązowy medal w kategorii ciężkiej w mistrzostwach Polski 1947 roku.
Zmarł w 1975 roku. Został pochowany na cmentarzu Centralnym w Szczecinie.